# Kotów (rejon tarnopolski)
Kotów – wieś na Ukrainie w rejonie tarnopolskim należącym do obwodu tarnopolskiego, położona nad rzeką Złota Lipa.
W II Rzeczypospolitej miejscowość w powiecie brzeżańskim województwa tarnopolskiego.
W latach 1939–1944 nacjonaliści ukraińscy z OUN-UPA zamordowali 17 Polaków,  w tym ks. Władysława Bilińskiego. Kolejną ofiarą był ks. Jan Gach, zamordowany przez sowieckich żołnierzy na podstawie niesłusznych oskarżeń Ukraińców.
Do 2020 w rejonie brzeżańskim.